# Pronoides
Genre
Pronoides est un genre d'araignées aranéomorphes de la famille des Araneidae.

## Distribution
Les espèces de ce genre se rencontrent en Asie de l'Est et en Russie asiatique.

## Liste des espèces
Selon World Spider Catalog (version 17.0, 26/03/2016) :
- Pronoides applanatus Mi & Peng, 2013
- Pronoides brunneus Schenkel, 1936
- Pronoides fusinus Mi & Peng, 2013
- Pronoides guoi Mi & Peng, 2013
- Pronoides sutaiensis Zhang, Zhang & Zhu, 2010
- Pronoides trapezius Mi & Peng, 2013

## Publication originale
- Schenkel, 1936 : Schwedisch-chinesische wissenschaftliche Expedition nach den nordwestlichen Provinzen Chinas, unter Leitung von Dr Sven Hedin und Prof. Sü Ping-chang. Araneae gesammelt vom schwedischen Artz der Exped. Arkiv för Zoologi, sér. A, vol. 29, no 1, p. 1-314.